# Gerald Grünwald
Gerald Grünwald (* 5. September 1929 in Prag; † 18. Dezember 2009 in Bonn) war ein deutscher Jurist und Hochschullehrer.
Grünwald studierte in Göttingen und war dort 1952 AStA-Vorsitzender. Von 1963 bis zu seiner Emeritierung war er Professor für Strafrecht und Strafverfahrensrecht an der Universität Bonn. Dort amtierte er 1970/71 als Rektor und wurde für das Amtsjahr 1971/72 zum Präsidenten der Westdeutschen Rektorenkonferenz gewählt. Von 1975 bis 1981 war Grünwald außerdem Präsident des Deutschen Studentenwerks.
Einer breiteren Öffentlichkeit wurde Grünwald bekannt als einer von 16 „Alternativprofessoren“, die 1966 einen detaillierten Gesetzentwurf für eine Große Strafrechtsreform vorlegten. Nach der deutschen Wiedervereinigung kritisierte Grünwald die in den Mauerschützenprozessen ergangenen Urteile gegen ehemalige DDR-Grenzsoldaten, die seiner Meinung nach gegen das Rückwirkungsverbot des Grundgesetzes verstießen.

## Auszeichnungen
- 1978 Fritz-Bauer-Preis

## Veröffentlichungen (Auswahl)
- Die Teilrechtskraft im Strafverfahren (= Göttinger rechtswissenschaftliche Studien, Bd. 54). Schwartz, Göttingen 1964 (Habilitationsschrift Universität Göttingen).
- Zur Kritik der Lehre vom überpositiven Recht. Rede zum Antritt des Rektorates der Rheinischen Friedrich-Wilhelms-Universität zu Bonn am 17. Oktober 1970 (= Bonner akademische Reden, Bd. 40). Hanstein, Bonn 1971.
- Empfiehlt es sich, besondere strafprozessurale Vorschriften für Grossverfahren einzuführen? Gutachten für den 50. Deutschen Juristentag. Beck, München 1974, ISBN 3-406-05453-6.
- Das Beweisrecht der Strafprozeßordnung (= Schriftenreihe Deutsche Strafverteidiger e. V., Bd. 2). Nomos, Baden-Baden 1993, ISBN 3-7890-3174-7.

Festschrift
- Erich Samson (Hrsg.): Festschrift für Gerald Grünwald zum siebzigsten Geburtstag. Nomos, Baden-Baden 1999, ISBN 3-7890-6060-7.